# Ganzlin
Ganzlin – miejscowość i gmina w Niemczech, w kraju związkowym Meklemburgia-Pomorze Przednie, w powiecie Ludwigslust-Parchim, wchodząca w skład Związku Gmin Plau am See
25 maja 2014 do gminy przyłączono gminy Buchberg oraz Wendisch Priborn, które stały się automatycznie jej dzielnicami.